# 터키 행진곡 (베토벤)
터키 행진곡(Marcia alla turca)은 루트비히 판 베토벤에 의해 쓰인 부수 음악 《아테네의 폐허》의 4번 곡으로 수록된 기악곡이다..

## 개요
1811년에 베토벤은 1812년 헝가리의 부다페스트에 있는 페스트 극장에서 초연된 《아테네의 폐허》라는 아우구스트 폰 코체부의 축제극을 위해 동일한 제목으로 부수 음악을 썼는데, 터키 행진곡은 이 부수 음악에서 서곡을 제외한 8개의 곡 중 네 번째(4번) 곡으로 수록된 기악곡이다. 이 악곡은 잘 알려진 행진곡 주제에 의해, 당시 음악에서 유행하던 터키풍으로 쓰여졌다.
동일한 제목으로 모차르트가 작곡한 피아노 소나타 11번 3악장 "터키 행진곡"이 있다.

## 구조
내림나장조, 2/4 박자, 비바체, 연주 시간은 1분 40초 정도가 소요된다.
역동적인 구조는 지나가는 행렬을 암시적으로 보여준다. 피아니시모, 포코아포코가 포르티시모의 클라이막스로 올라가고, 이후 코다에 의해 다시 피아노시모로 되돌아간다. 베토벤의 다른 관현악곡과는 달리 목관악기부는 현악기부보다 지배적인 목소리이다.

## 파생 작품
프란츠 리스트는 1837년에 "베토벤의 '아테네의 폐허' 주제에 의한 터키풍 카프리치오, s.121i"라는 제목의 피아노와 오케스트라를 위한 버전을 썼다. 그리고 1846년에는 베토벤의 "베토벤 주제에 의한 터키 풍의 카프리치오, S. 388"라는 피아노 곡을 썼다.
안톤 루빈시테인 역시 부수 음악 버전의 터키 행진곡을 내림나장조, 알레그레토 템포의 피아노 버전으로 편곡했으며, 세르게이 라흐마니노프는 "피아노 롤"(1928년)에서 루빈시테인의 버전을 추가로 편곡했다.
러시아의 대표적인 피아니스트 예프게니 키신은 1997년 그의 이름을 전 세계적으로 알린 런던 로열 알버트 홀 공연에서 루빈시테인의 편곡 버전을 앵콜곡으로 연주했다.
전자 음악 개척자인 페리와 킹슬리의 전자 버전(Elephant Never Forgets)은 1971년 멕시코 TV에서 "엘 차보 델 오초" 방송 시리즈의 주제로 사용되었다. 올리버 스톤의 2012년 범죄 스릴러 파괴자들에서는 카르텔 집행관 라도의 벨소리로 단축된 버전이 사용되었다.

## 창작 주제에 의한 여섯 개의 변주곡 라장조, Op. 76
많은 음악 애호가들은 이 터키 행진곡을 《아테네의 폐허》와 연관시키지만, 원래 이 터키 행진곡은 1808년에 쓰인 베토벤의 피아노 변주곡, 《창작 주제에 의한 여섯개의 변주곡 라장조, 작품 번호 76》으로부터 기인한 것이다.

### 구조
주제, 여섯 개의 변주곡, 코다:
주제. 알레그로 리솔루토 (라장조)
변주곡 1 (라장조)
변주곡 2 (라장조)
변주곡 3 (라장조)
변주곡 4 (라장조)
변주곡 5 (라장조)
변주곡 6. 프레스토 (라장조)
코다. 템포 I (라장조)